# مقام النبي داود
مقام النبي داود (العبرية: קבר דוד המלך، رومنة: Kever David HaMelekh) هو موقع يرتبط، وفقًا لتقاليد العصور الوسطى المبكرة (القرن التاسع)، بدفن الملك التوراتي داود. خلال فترة الانتداب العثماني والبريطاني، كان مقام النبي داود أحد أهم المزارات الإسلامية في القدس. يتم إدارة المبنى حاليًا من قبل مجموعة المدارس الدينية اليهودية في الشتات. لا يعتبر المؤرخون وعلماء الآثار والسلطات الدينية اليهودية أن هذا الموقع هو المكان الفعلي لراحة الملك داود.
يقع المجمع على جبل صهيون في القدس، بالقرب من دير رقاد السيدة العذراء مريم المسيحي. يُعتقد أن المجمع يقع في ما كان في السابق ركنًا في الطابق الأرضي من كنيسة آيا صهيون. يقع في الطابق الأرضي من كنيسة سابقة، ويحتوي الطابق العلوي منها على العلية أو "الغرفة العليا" التي تم تحديدها تقليديًا كمكان العشاء الأخير ليسوع ومكان الاجتماع الأصلي للمجتمع المسيحي المبكر في القدس.
وبسبب عدم تمكن اليهود الإسرائيليين من الوصول إلى الأماكن المقدسة في البلدة القديمة في القدس أثناء ضم الأردن للضفة الغربية (1948-1967)، تم الترويج للمجمع الذي يضم نصب داود التذكاري الذي يعود إلى العصور الوسطى كمكان للعبادة. كان السقف فوق العلية مطلوبًا لإطلالاته على جبل الهيكل، وبالتالي أصبح رمزًا للصلاة والشوق.
أساس المبنى هو بقايا كنيسة صهيون. تم بناء المبنى الحالي في الأصل ككنيسة ثم تم تحويله لاحقًا إلى مسجد، ليصبح أحد أهم المزارات الإسلامية في القدس. تم تقسيمها إلى قسمين فور انتهاء حرب فلسطين عام 1948 ؛ حيث تم تحويل الطابق الأرضي مع النصب التذكاري إلى كنيس، وتم استبدال الغطاء الإسلامي على النصب التذكاري بعلم إسرائيلي ثم مظلة. ومنذ ذلك الحين، بدأت وزارة الشؤون الدينية الإسرائيلية عملية تحويل الموقع إلى الموقع الديني الرئيسي في إسرائيل. أقيمت الصلاة اليهودية في الموقع، وأضيفت إليه الرموز الدينية اليهودية. من عام 1948 حتى حرب 1967 عندما احتلت إسرائيل حائط البراق، كان يُعتبر الموقع اليهودي الأكثر قدسية في إسرائيل.
وشهدت السنوات الأخيرة تصاعد التوترات بين الناشطين اليهود والمصلين المسيحيين في الموقع.

## تاريخ

### التاريخ المبكر
يقع النصب التذكاري في زاوية غرفة تقع في الطابق الأرضي من بقايا كنيسة آيا صهيون السابقة، والتي تعتبر كنيسة مبكرة أو متأخرة  معبد يهودي من العصر نفسه؛ كان المسيحيون ينظرون إلى الطابق العلوي من نفس المبنى تقليديًا على أنه " العلية " أو "الغرفة العلوية"، موقع العشاء الأخير.
الموقع الفعلي لدفن داود غير معروف، على الرغم من أن الكتاب المقدس العبري ينص على أن داود دفن في مدينة داود. في القرن الرابع الميلادي، كان يُعتقد أنه ووالده يسى دُفنوا في بيت لحم. تعود فكرة دفن داود في ما سمي فيما بعد بجبل صهيون إلى القرن التاسع الميلادي.
صهيون، المكان الذي غزاه داود حسب سفر صموئيل، نسبه الحجاج في العصور الوسطى خطأً إلى هذا الموقع، ومنذ ذلك الحين افترض أن داود دُفن هناك.

### السيطرة الصليبية والفرنسيسكانية
في حوالي عام 1173، روى الرحالة اليهودي بنيامين التطيلي قصة ملونة مفادها أن عاملين يهوديين تم توظيفهما لحفر نفق عثرا على قصر داود الرائع الأصلي، والمليء بالتاج الذهبي والصولجان، وقررا أن هذا الموقع يجب أن يكون قبره.
النصب التذكاري القوطي المحفوظ حتى يومنا هذا هو عمل الصليبيين.
في عام 1332، نقل الفرنسيسكان، الممثلون الرسميون للكنيسة الكاثوليكية الرومانية في الأماكن المقدسة بعد الطرد الإسلامي النهائي للصليبيين، مقرهم إلى العلية، بعد أن حصلوا عليها في عام 1332 من السلطان الناصر محمد مقابل 30 ألف دوقية.

### مسجد

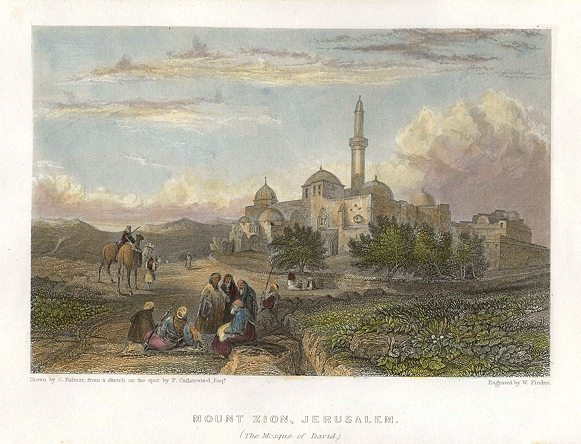
رسم تخطيطي من عام 1836 لفريدريك كاثروود، جبل صهيون، القدس (مسجد داود)

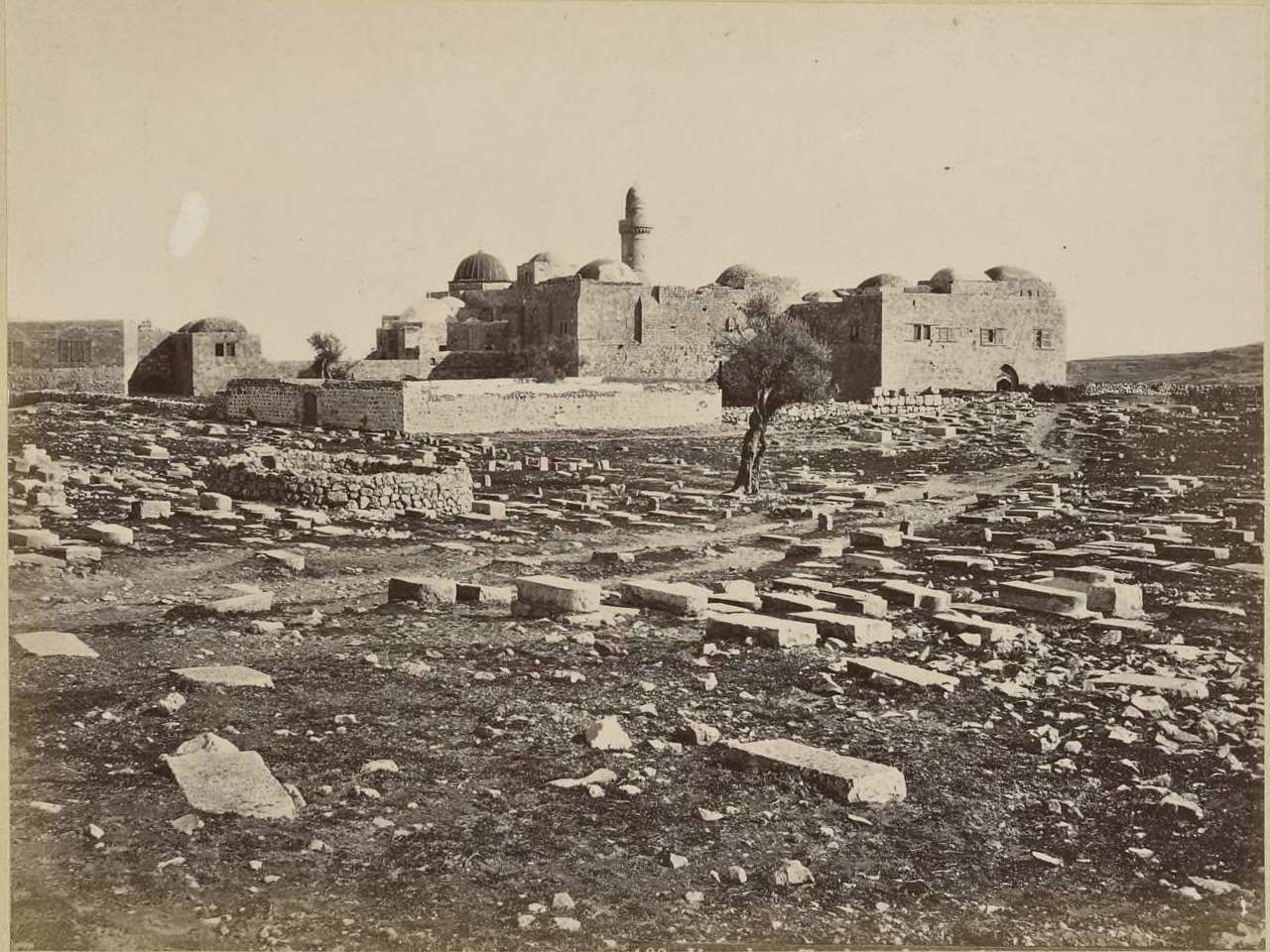
صورة من عام 1878 التقطها فيليكس بونفيس، قبر داود والغرفة العلوية، القدس

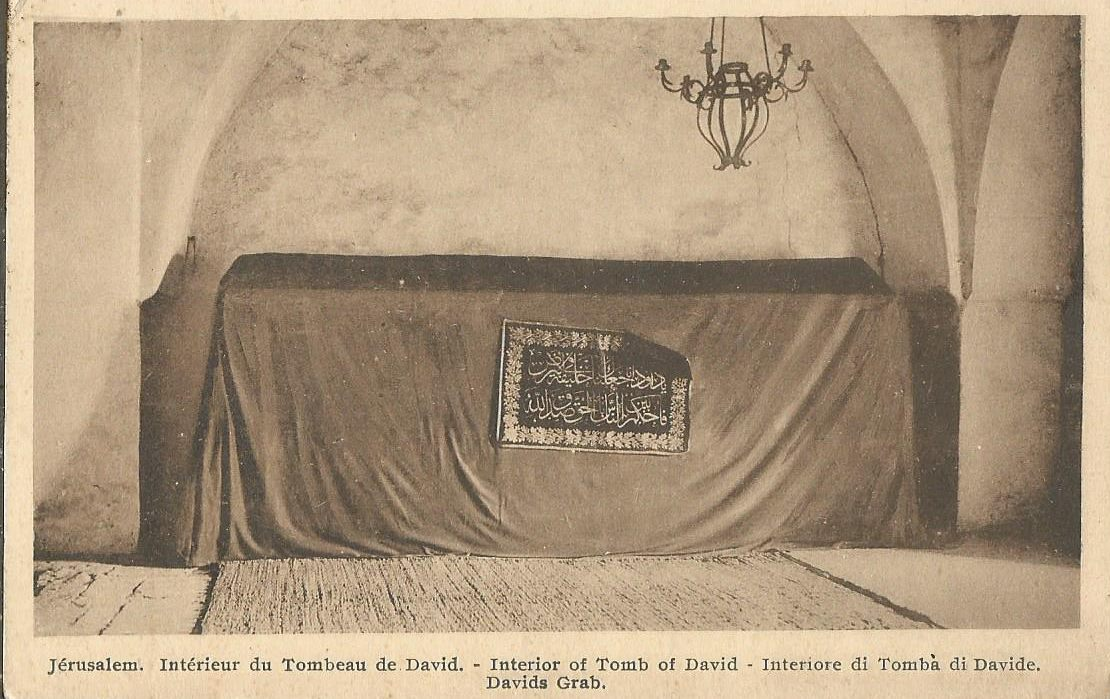
بطاقة بريدية من أوائل القرن العشرين تُظهر النصب التذكاري مع غطائه الحريري الإسلامي

#### الطابق السفلي (القبر)
وفقًا للحاج الدومينيكي فيليكس فابري، في عام 1429، أخذ السلطان المملوكي برسباي جزءًا من الطابق السفلي للمجمع بعيدًا عن الفرنسيسكان وحول حجرة القبر إلى مسجد. ورغم إعادته بعد عام، فقد ظلت الملكية متبادلة حتى عام 1523، في عهد السلطان العثماني سليمان القانوني، عندما طردت السلطات المسلمة الفرنسيسكان من المبنى بأكمله.

#### الطابق العلوي (العلية) ودير الفرنسيسكان
بعد طرد عام 1523، تم تحويل "كنيسة الروح القدس" (العلية) إلى مسجد، كما تشهد على ذلك نقش يعود تاريخه إلى عام 1524 على جدارها الشرقي. مع إعادة بناء أسوار القدس في عهد سليمان في الفترة من 1536 إلى 1541، أصبح جبل صهيون خارج المدينة مرة أخرى.
في عام 1551 طُرد الفرنسيسكان من جميع مباني ديرهم في جبل صهيون، ربما بسبب شائعة قديمة تعود إلى القرن الثاني عشر مفادها أن عمالاً مسيحيين اكتشفوا مقابر داود وسليمان وملوك يهوذا الآخرين. وبمرور الوقت، تمت مصادرة ممتلكاتهم على جبل صهيون بشكل تدريجي من قبل شيخ المقام الإسلامي الحالي للنبي داود. في وقت ما بين عامي 1600 و1639، تم بناء مقام مقبب فوق "كنيسة الروح القدس" السابقة، ولم يُسمح للفرنسيسكان بإقامة القداس هناك إلا في يوم خميس العهد ويوم الخمسين ابتداءً من عام 1831 فصاعدًا. استمرت السيطرة الإسلامية على الموقع حتى عام 1948، عندما وضعته إسرائيل تحت سلطة وزارة الشؤون الدينية.

#### الوضع خلال الانتداب البريطاني

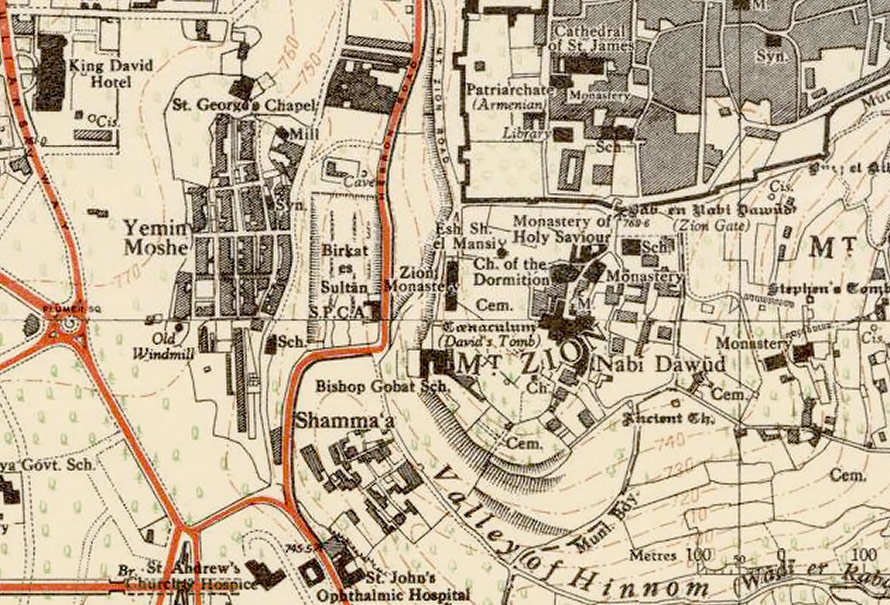
منطقة جبل صهيون عام 1946

خلال فترة الانتداب البريطاني، لم يكن الموقع خاضعًا للوضع الراهن للمواقع المقدسة لأنه كان يُعتبر "تحت سلطة الوقف الإسلامي للنبي داود بشكل مطلق، ومع ذلك فقد رتبوا لفتحه أمام العديد من الراغبين في زيارة موقع بهذه التقاليد المقدسة".

### السيطرة الإسرائيلية ونزاع الأمم المتحدة 1953-1954
بعد حرب عام 1948 بين العرب وإسرائيل، انتهى الجزء الجنوبي من جبل صهيون الذي يقع عليه القبر إلى الجانب الإسرائيلي من الخط الأخضر. بين عامي 1948 و1967، كان الجزء الشرقي من البلدة القديمة تحت احتلال الأردن، الذي منع دخول اليهود حتى لغرض الصلاة في الأماكن المقدسة اليهودية. ذهب الحجاج اليهود إلى قبر داود وصعدوا إلى السطح للصلاة. منذ عام 1949، تم وضع قطعة قماش زرقاء ذات زخارف حداثية أساسية فوق التابوت. وتتضمن الصور الموجودة على القماش عدة زخارف توراتية على شكل تاج موضوعة فوق مخطوطات التوراة، وكمان، كما يتضمن القماش أيضًا عدة قطع من النصوص المكتوبة باللغة العبرية. يعد المبنى الآن جزءًا من مدرسة الشتات.
بين عامي 1953 و1954 نشأ نزاع حول الموقع في الأمم المتحدة. في أكتوبر 1953، كتب حسين الخالدي، وزير الخارجية الأردني ورئيس بلدية القدس السابق، إلى موشيه شاريت عبر الأمم المتحدة بشأن قبر داود:
إن تحدي إسرائيل الصارخ لجميع قرارات الأمم المتحدة، يُتوّج الآن بانتهاك خطير آخر للوضع الراهن الذي يحكم الأماكن المقدسة في القدس، والذي تدعمه الأنظمة التركية والانتدابية والأردنية. ويثبت التأكيد المصور المتوفر الآن بما لا يدع مجالاً للشك تحويل إسرائيل لمسجد النبي داود المقدس إلى كنيس يهودي.

وطالب بتدخل فوري من جانب الأمم المتحدة، وأرسلت العراق رسالة مماثلة في ديسمبر/كانون الأول. وفي فبراير 1954، ردت إسرائيل:
منذ قيام دولة إسرائيل، لم تُجرَ أي تغييرات معمارية أو دينية أو غيرها في قاعة القبة، حيث يقع ضريح النبي داود، ويُتاح دخولها لجميع الزوار وفقًا للوضع الراهن. ولم يُرفض أي طلب من المسلمين لزيارة المكان.

### الأحداث الأخيرة
في ديسمبر 2012، قام مجهولون بتدمير عدد كبير من البلاط الإسلامي الذي يعود تاريخه إلى القرن السابع عشر في القبر، وقررت سلطة الآثار الإسرائيلية عدم إعادة بنائه.
تم تفكيك تمثال الملك داود، الذي تم تركيبه على جبل صهيون في عام 2008 بالقرب من المجمع من قبل مؤسسة القديس نيكولاس العجائب الخيرية الروسية، في عام 2018. وكان التمثال قد تعرض للتخريب عدة مرات في السابق. وقد قوبل تركيب النصب التذكاري في القسم القديم من المدينة بردود فعل سلبية من جانب العديد من ممثلي المجتمع اليهودي المتشدد.

## مسألة الأصالة

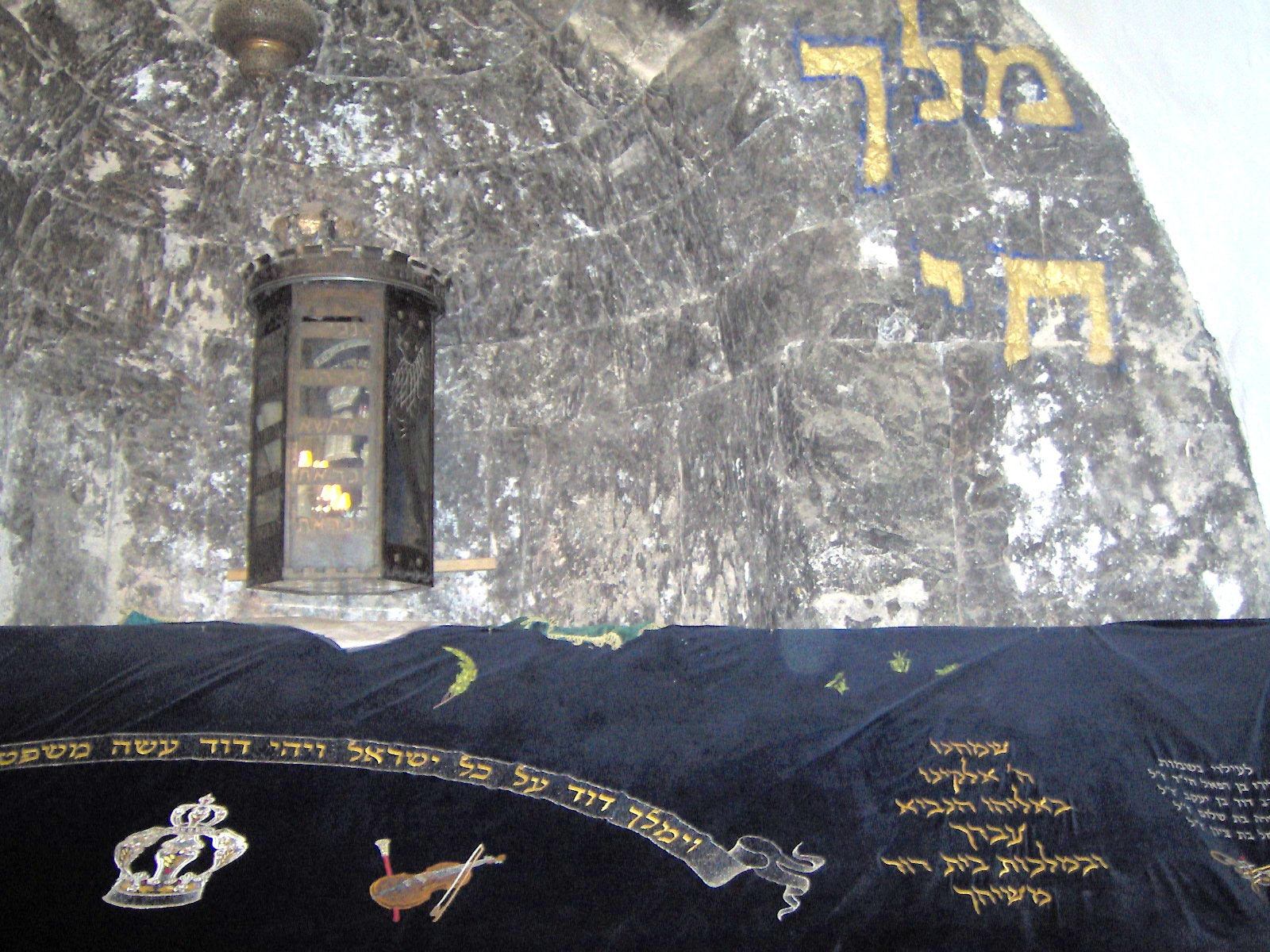
نصب الملك داود التذكاري في عام 2006

### التقاليد السابقة
لا يُعتبر هذا المجمع مكان الراحة الحقيقي للملك داود. وفقًا للكتاب المقدس العبري (العهد القديم للمسيحية)، تم دفن داود في الواقع داخل مدينة داود مع "أسلافه". تكررت هذه الممارسة خلال فترة الهيكل الأول - وفقًا لكتب الملوك، تم دفن معظم ملوك يهودا من بيت داود "مع آبائهم" في مدينة داود. ويقال أيضًا أن يهوياداع الكاهن دفن بين الملوك. ويضيف سفر أخبار الأيام تمييزًا ثانويًا، حيث ينص على أن بعض الملوك، مثل أخزيا ويوآش دُفنوا في مدينة داود، ولكن ليس في "قبور الملوك".
خلال فترة الهيكل الثاني، ظلت مقابر بيت داود معروفة. وقد تم ذكرهم في سفر نحميا باعتبارهم معلمًا معروفًا في القدس. وقد أشار الرسول بطرس على وجه التحديد إلى موقع قبر داود كما هو معروف في عظته في يوم الخمسين. وفقًا للمؤرخ اليهودي الروماني يوسيفوس في القرن الأول، حاول هيرودس الكبير نهب قبر داود، لكنه اكتشف أن شخصًا آخر قد فعل ذلك قبله. وفي مكان آخر، في كتاب حروب اليهود، يقول يوسيفوس أن يوحنا هيركانوس أخذ ثلاثة آلاف موهبة من قبر داود من أجل الدفاع عن القدس ضد أنطيوخس السابع سيدتس. من غير المرجح أن يحتوي قبر داود الحقيقي على أي أثاث ذي قيمة.
وفقًا للتوسفتا، "قبور بيت داود كانوا في أورشليم ولم يمسسهم أحد قط."
يذكر حاج بوردو في القرن الرابع أنه اكتشف أن داود مدفون في بيت لحم، في قبو يحتوي أيضًا على قبور حزقيال، ويسى، وسليمان، وأيوب، وآساف، مع نقش هذه الأسماء على جدران القبر.

### "صهيون": ثلاثة مواقع متتالية

#### قلعة اليبوسيين
وفقًا لكتاب صموئيل، كان جبل صهيون موقع قلعة اليبوسيين التي تسمى "حصن صهيون" التي غزاها الملك داود، فأصبحت قصره ومدينة داود. وقد ورد ذكره في سفر إشعياء (60:14)، وسفر المزامير، وسفر المكابيين الأول (حوالي القرن الثاني قبل الميلاد).

#### جبل الهيكل
بعد فتح مدينة اليبوسيين الواقعة على التلال الواقعة غرب وادي قدرون، أصبح الجزء الأعلى من التلال، في الشمال، موقع هيكل سليمان. استنادًا إلى الحفريات الأثرية التي تكشف عن أجزاء من سور مدينة الهيكل الأول، يُعتقد أن هذا المكان قد أطلق عليه اسم جبل صهيون.

#### التل الغربي
مع نهاية فترة الهيكل الأول، توسعت المدينة غربًا. قبل الفتح الروماني للقدس وتدمير الهيكل الثاني، وصف يوسيفوس جبل صهيون بأنه تل يقع عبر الوادي المركزي للمدينة إلى الغرب. ويشير هذا إلى أن التل الغربي كان يُعرف آنذاك باسم جبل صهيون، وهذا هو الحال منذ ذلك الحين. ومع ذلك، يجب أن يقال إن يوسيفوس لم يستخدم اسم "جبل صهيون" في أي من كتاباته، لكنه وصف "قلعة" الملك داود بأنها تقع على التل الأعلى والأطول، وبالتالي يشير إلى التل الغربي باعتباره ما يسميه الكتاب المقدس جبل صهيون.

### الكنيس اليهودي المبكر: الإيجابيات والسلبيات
تشير روايات القرن الرابع التي كتبها الحاج بوردو، وأوبتاتوس من ميليفوس، وإبيفانيوس من سلاميس، إلى أن سبعة معابد يهودية كانت قائمة ذات يوم على جبل صهيون. بحلول عام 333 م (وهو التاريخ الذي حدده البعض على أنه نهاية العصر الروماني وبداية العصر البيزنطي)، لم يتبق منها سوى واحدة، ولكن لم يتم ذكر أي ارتباط بينها وبين قبر داود.
تزعم إحدى النظريات الهامشية أنه في نهاية العصر الروماني، تم بناء كنيس يهودي يُدعى هاجيا صهيون[محل شك] تم بناؤه عند مدخل البناء المعروف باسم قبر داود، وربما كان ذلك بناءً على الاعتقاد بأن داود أحضر تابوت العهد إلى هنا من بيت شمس وكريات يعاريم قبل بناء الهيكل.
كما اقترح جاكوب بينكرفيلد، عالم الآثار الذي عمل على جزء من الموقع، أن "قبر داود" كان في الواقع كنيسًا يهوديًا يعود إلى أواخر العصر الروماني في القرن الثاني.
لقد تم التشكيك بشكل كامل في تحديد قبر داود باعتباره كنيسًا يهوديًا بسبب غياب الخصائص المعمارية النموذجية للكنيس بما في ذلك الأعمدة (الأصلية) أو المقاعد أو الملحقات المماثلة. إن وجود مكان في الجدران الأساسية الأصلية، والذي يعتقد البعض أنه دليل على وجود مكان للتوراة، قد دحضه العديد من العلماء على أنه كبير جدًا ومرتفع جدًا (8 × 8 قدم) بحيث لا يخدم هذا الغرض. 

### مصدر التقليد

#### قبر داود
وفقا للبروفيسور دورون بار،
على الرغم من أن مصادر تقليد قبر داود على جبل صهيون ليست واضحة، فمن الواضح أن هذا التقليد لم يبدأ في ترسيخ جذوره إلا خلال الفترة الإسلامية المبكرة اللاحقة. ويبدو أن المسيحيين ورثوا هذا الاعتقاد من المسلمين، ولم يقتنع اليهود بهذا الاعتقاد إلا في مرحلة متأخرة نسبيا من تاريخ المدينة.
البعض الآخر لا يوافقون كان المرفق تحت سيطرة المسيحيين اليونانيين في ذلك الوقت. في الواقع، كان ذلك قبل فترة وجيزة من الحروب الصليبية في وقت مبكر أن موقع قبر داود يمكن تعقبه إلى جبل صهيون. ولكن أول إشارة أدبية إلى القبر على جبل صهيون يمكن العثور عليها في فيتا كونستانتيني (حياة قسطنطين) القرن العاشر. يعود أورا ليمور إلى تحديد موقع القبر على جبل صيون إلى الانتقال في القرن العاشر من الاحتفال الليتورجي لـ "آباء المؤسسين" لقدس، الملك داود، مؤسس السلطة والمدينة العاصمة، ويعقوب، شقيق يسوع، مؤسس "أم جميع الكنائس" على جبل الصيون، إلى الاعتقاد بأن مقابرهم كانت واقعة في الواقع في الموقع الذي عقد فيه الطقوس - حالة "تعزيز"، من "أساطير الأساس المجردة. إلى تقاليد القبر المادي. "
يقتبس ليمور عن الرحالة المسلم مسعودي، الذي كتب في عام 943 عن التقاليد الإسلامية التي وضعت قبر داود في منطقة حلب في سوريا وفي شرق لبنان. بعد أن كان يحترم قبر داود في بيت لحم في البداية، بدأ المسلمون في تبجيله على جبل صهيون بدلاً من ذلك ولكن ليس قبل القرن العاشر متبعين بذلك القيادة المسيحية (وربما اليهودية).
في القرن الثاني عشر، روى الحاج اليهودي بنيامين التطيلي حكاية خيالية إلى حد ما عن عمال اكتشفوا بالصدفة قبر داود على جبل صهيون، حيث استخدم تفاصيل من رواية جوزيفوس فلافيوس عن محاولة هيرودس الكبير سرقة القبر.

#### الغرفة العلوية والكنيسة الأولى
إن رواية إبيفانيوس في القرن الرابع في كتابه "الأوزان والمقاييس" هي واحدة من أوائل الروايات التي تربط الموقع بمكان الاجتماع الأصلي للإيمان المسيحي، حيث كتب أن هناك "كانت تقف كنيسة الله، التي كانت صغيرة، حيث ذهب التلاميذ، عندما عادوا بعد صعود المخلص من جبل الزيتون، إلى الغرفة العليا".

## استكشاف
في منتصف القرن التاسع عشر، أفاد المهندس وعالم الآثار الهاوي إيرميتي بييروتي باكتشاف كهف تحت أراضي الكنائس البيزنطية والصليبية على جبل صهيون، والذي يشتبه في أنه يمتد إلى أسفل قبر داود. أدى استكشاف محدود إلى اكتشاف بقايا بشرية داخل قبو ضخم مدعوم بأرصفة. لم يتم تأكيد وجود الكهف أو التنقيب عنه علميًا بعد.
في عام 1951، عمل عالم الآثار جاكوب بينكرفيلد في الأجزاء السفلية من المبنى وفسرها على أنها بقايا كنيس يهودي، والذي، في رأيه، تم استخدامه لاحقًا ككنيسة من قبل المسيحيين اليهود.

## مواقع الدفن البديلة

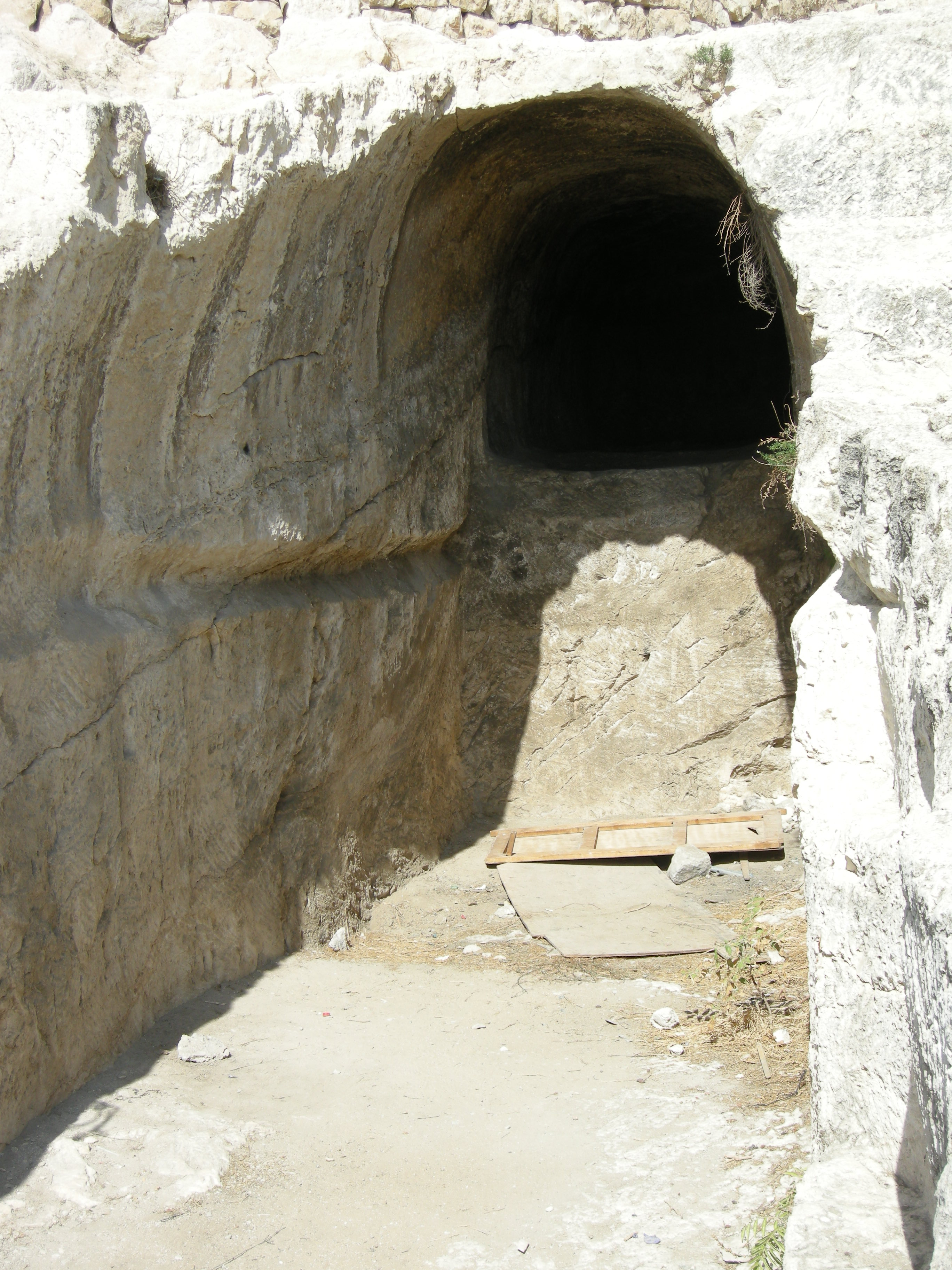
القبر T1، الذي تم تحديده من قبل شانكس على أنه القبر المحتمل لداود.

لقد شكك علماء الآثار في موقع جبل صهيون وفضلوا الرواية التوراتية، فقاموا منذ أوائل القرن العشرين بالبحث عن القبر الفعلي في منطقة مدينة داود. في عام 1913، عثر ريموند ويل على ثمانية مقابر متقنة الصنع في جنوب مدينة داود، والتي فسرها علماء الآثار لاحقًا على أنها مرشحة قوية لمواقع دفن الملوك السابقين للمدينة؛ يزعم هيرشيل شانكس، على سبيل المثال، أن أكثر هذه المقابر زخرفة (المسمى رسميًا T1) هو المكان الذي يتوقع المرء أن يجد فيه موقع الدفن المذكور في الكتاب المقدس.